# ペドロ・リラ
ペドロ・リラ（Pedro Francisco Lira Rencoret、1845年5月17日 - 1912年4月20日）は、チリの画家、美術評論家である。チリ国立美術館(Museo Nacional de Bellas Artes)の創立につながる美術展を企画した。女性の肖像画などを得意とした。

## 略歴
サンティアゴで裕福な一族に生まれた。父親のJosé Santos Lira Calvoは法律家で裁判所の所長などを務め、後に上院議員も務めた。サンティアゴの名門学校(Instituto Nacional General José Miguel Carrera)で学び、サンティアゴの美術学校でイタリア出身の画家 アレサンドロ・チッカレリ(Alessandro Ciccarelli: 1811-1879)に学んだ。チリ大学で法律を学び、1867年に大学を卒業した後、法律家にならず、画家を目指した。風景画家、イラストレーターのアントニオ・スミス・イリサリ(Antonio Smith Irisarri: 1832-1877) のスタディオでも学んだ。
1872年にサンティアゴ市長のBenjamín Vicuña Mackennaが主催したサンティアゴ中央市場の設立記念の展覧会で賞を受賞した。1873年に奨学金を得て、友人のアルベルト・オレゴ・ルコ(Alberto Orrego Luco: 1854-1931)とパリに留学した 。パリではアカデミック美術の画家ジュール＝エリー・ドローネーに学んだ。1873年から1884年までフランスに滞在し、ウジェーヌ・ドラクロワの作品に影響を受け、その作品を模写して修行した。南米からの芸術家に対するフランスの美術界の認識は低かったが、ペドロ・リラはサロンで選外佳作を受賞した。
チリに帰国するとすぐに、チリの芸術家だけを対象とした最初の展覧会を開催した。 彫刻家のホセ・ミゲル・ブランコ(José Miguel Blanco Gavilán: 1839-1897)と、「芸術組合(Unión Artística)」を設立した。この組織は多くの展覧会を開催し、後にチリ国立美術館の創立に貢献した。美術館は当初は国会議事堂の2階に開設された。またサンティアゴのキンタ・ノルマル地区で1910年まで展覧会を開き、ここに博物館が設立されるのにも貢献した。
1893年にサンティアゴの絵画アカデミー(Academia de Pintura)の校長に任じられ、1900年まで教授を務め、その職を彫刻家のヴィルジニオ・アリアス(Virginio Arias Cruz: 1855-1941)に譲った。ペドロ・リラが指導した画家にはパブロ・ブルヒャルト(Pablo Burchard: 1875-1964)やペドロ・レスカ・モロー(Pedro Reszka Moreau: 1872-1960)、セリア・カストロ(Celia Castro: 1860-1930)らがいる。チリ最初の画家の事典を出版し、フランスの哲学者、イポリット・テーヌの『芸術哲学 Philosophie de l'art』の翻訳も行った。

## 作品

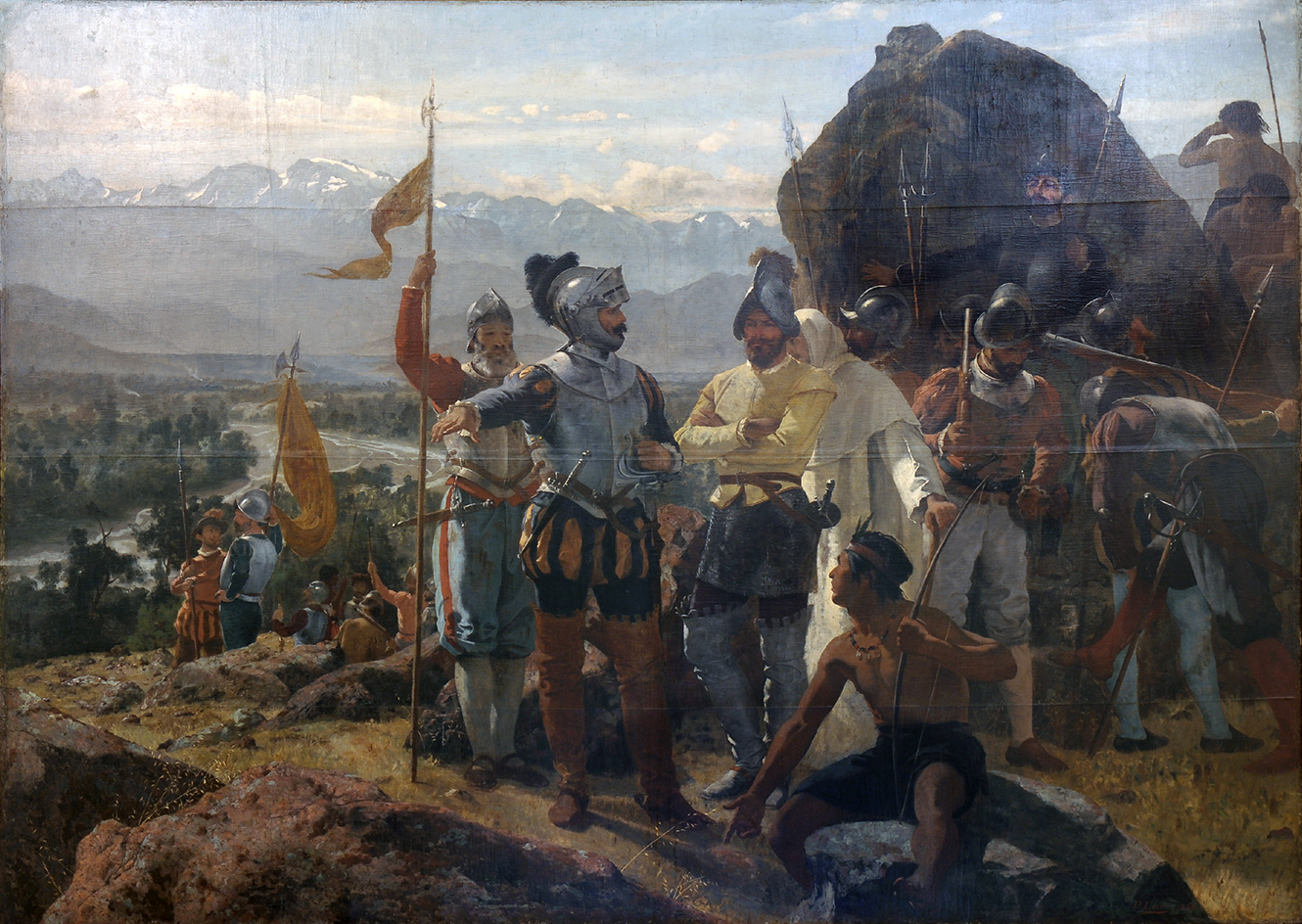
サンティアゴ建設の始まり (1888)
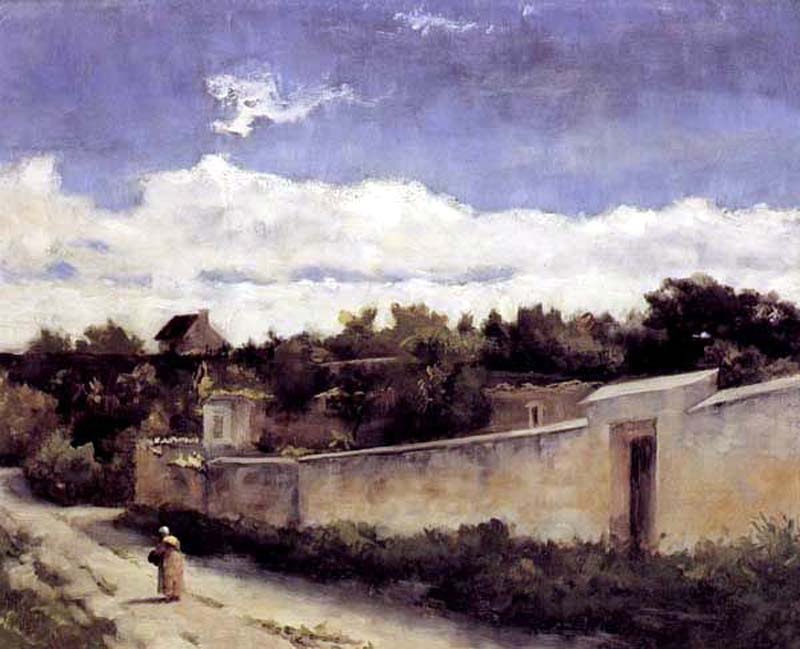
フランスの田舎
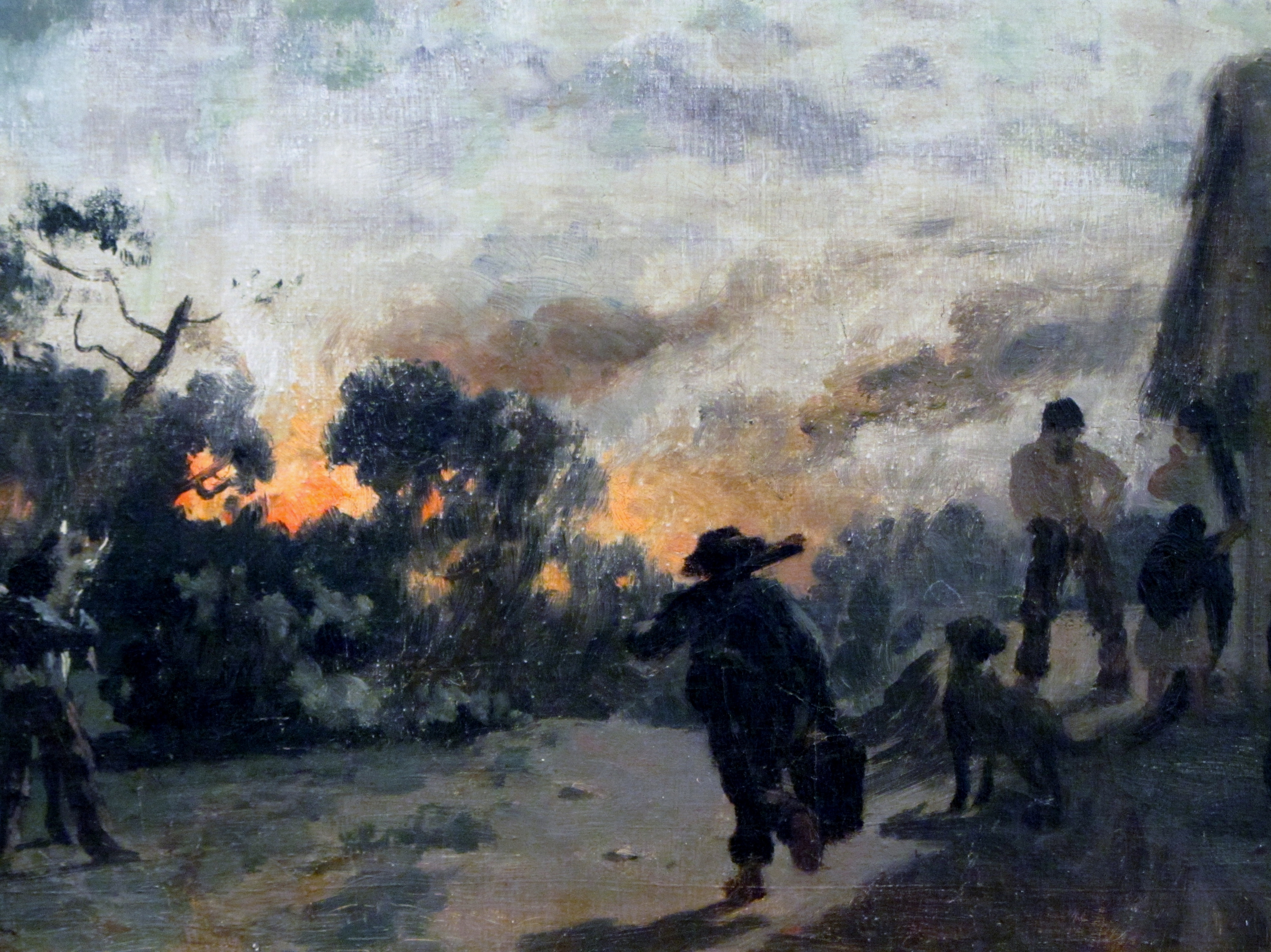
森の火災

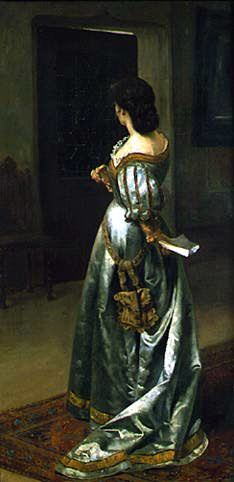
ラブレター
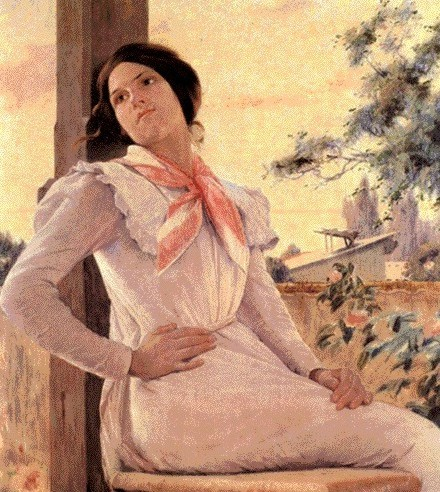
バルコニーの女性の肖像画(1910)
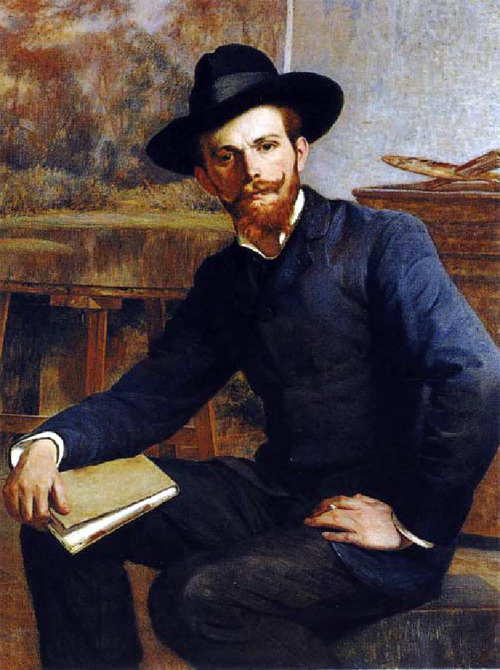
パブロ・ブルヒャルト(画家)
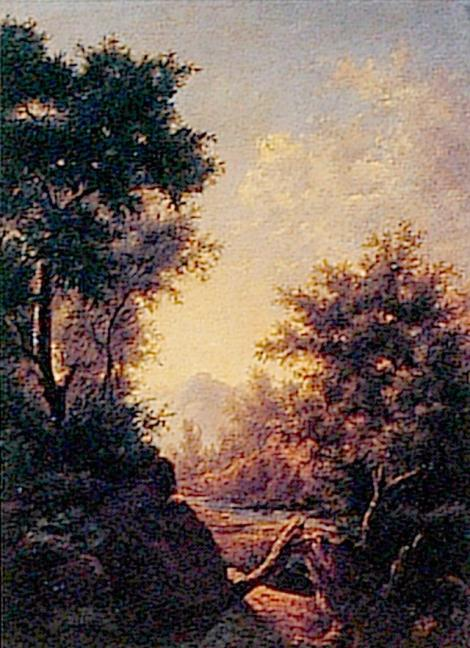
風景画

## 関連文献
- Ana Francisca Allamand, Pedro Lira, El Maestro Fundador, Volume 6 of "Pintura chilena del siglo XIX", Origo Ediciones, 2008